# Salatyn Asgarova
 (juin 2017).
Si vous disposez d'ouvrages ou d'articles de référence ou si vous connaissez des sites web de qualité traitant du thème abordé ici, merci de compléter l'article en donnant les références utiles à sa vérifiabilité et en les liant à la section « Notes et références ».
Salatyn Asgarova (Azerbaïdjan: Salatın Əziz qızı Əsgərova; Russe: Салатын Аскерова) est une héroïne nationale de l'Azerbaïdjan. Elle était l'une des journalistes azerbaïdjanaises tuées dans la guerre du Haut-Karabagh.

## Biographieie
Salatyn Asgarova est née le 16 décembre 1961 à Bakou. Elle est diplômée de l'Institut de Pétrole et de Chimie d'Azerbaïdjan. 
Elle a commencé à travailler dans le journal de Bakou en 1984 et suivait les questions liées à l'intégrité du territoire de l'Azerbaïdjan. Elle était mariée, avait un fils nommé Ceyhun. 
Salatyn Asgarova est morte le 9 janvier 1991 à Latchine, Azerbaïdjan. Elle est devenue Héros national de l'Azerbaïdjan en 1992. Elle a été enterrée dans l'Allée des Martyrs à Bakou. 